# Municipio de Manchester (condado de Morgan)
El municipio de Manchester (en inglés: Manchester Township) es un municipio ubicado en el condado de Morgan en el estado estadounidense de Ohio. En el año 2010 tenía una población de 160 habitantes y una densidad poblacional de 3,32 personas por km². El municipio es gobernado por una junta de tres miembros de síndicos, que son elegidos en noviembre de los años impares a un período de cuatro años en el 1 de enero siguiente.

## Geografía
El municipio de Manchester se encuentra ubicado en las coordenadas 39°41′16″N 81°40′13″O / 39.68778, -81.67028. Según la Oficina del Censo de los Estados Unidos, el municipio tiene una superficie total de 48.13 km², de la cual 47,2 km² corresponden a tierra firme y (1,94 %) 0,93 km² es agua.

## Demografía
Según el censo de 2010, había 160 personas residiendo en el municipio de Manchester. La densidad de población era de 3,32 hab./km². De los 160 habitantes, el municipio de Manchester estaba compuesto por el 97,5 % blancos, el 1,88 % eran amerindios y el 0,63 % eran de una mezcla de razas. Del total de la población el 0,63 % eran hispanos o latinos de cualquier raza.